# سقنن رع تاعا الثاني
سقنن رع تاعا الثاني من أعظم ملوك مصر حيث انه أول من بدأ القتال الفعلى لطرد الهكسوس من مصر، والذي أنهاه ابنه أحمس الأول.
وهو ابن الملك سانخت ان رع تاعا الأول ويسمى أيضا سقنن رع تاعا الأول والملكة تتي شري وتواريخ حكمه غير مؤكده ولكن يعتقد انه تولى الحكم في 1560 ق.م أو 1558 ق.م

## بداية حربه مع الهكسوس
الملك سقننن رع تاعا الثاني هو أول ملك بدأ القتال مع الهكسوس وتوجد وثيقة هي ورقة سالييه جاءت في شكل قصة منسوبة إلى عصر سقنن رع تخبرنا كيف بدأ الخلاف بين ملك الهكسوس عاقنن رع أبوفيس والملك سقنن رع، حيث أرسل أبوفيس من أواريس الواقعة في شمال الدلتا رسالة إلى سقنن رع يخبره أن أصوات أفراس النهر في بحيرة طيبة تزعجه وتقض مضجعه بالرغم من انه بينه وبين طيبة 500 ميل، ويأمره بأن يجد أي وسيلة للقضاء عليها، فكانت هذه الرسالة بمثابة إعلان للحرب.

## عائلته
تزوج سقنن رع تاعا الثاني من الملكة إياح حتب وأنجب منها كامس أخر ملوك الأسرة السابعة عشر وأحمس الأول أول ملوك الأسرة الثامنة عشر.

## وفاته
هناك عدة نظريات لكيفية وفاة سقنن رع أكثرها شيوعا انه قتل في معركته مع الهكسوس وبعض النظريات ترى انه قتل بينما كان نائما، حيث انه كان راقدا على جنبه الأيمن حين تعرض للهجوم اما لأنه كان نائما أو لأنه كان قد اصيب بالفعل وسقط على جنبه الأيمن قبل أن تأتيه الضربة المميتة.للبيلبي
وقد تم تحنيط جثته بتعجل وباختصار ويعتقد ان السبب انه تم تحنيطه في مكان المعركة للحفاظ عليه من التعفن حتى ينقل إلى طيبة حيث تمت هناك محاولة ثانية لتحنيطه، وكانت مومياءه في المتحف المصري بميدان التحرير بالقاهرة حتى تم نقلها يوم السبت 3 أبريل عام 2021 إلى المتحف القومي للحضارة المصرية بالفسطاط.
تم العثور على مقبرته في خبيئة دراع أبو النجا عام 1881 م، وقد كشفت المومياء لاحقا في 9 يونيو عام 1886 بواسطة جاستون ماسبيرو
مات الملك سقنن رع وهو يحارب الهكسوس، كما توجد آثار ميتتة البشعة على جمجمته المليئة بالجروح والكسور نتيجة الضرب بالحراب والبلاطي، ووجدت أسنانه في وضع ضاغط بشدة على اللسان نتيجة الألم الشديد في اللحظات الأخيرة من عمر الملك.
وتملأ رأس الملك الكثير من الجروح الشديدة فيوجد طعنة خنجر خلف الأذن اليسرى للملك وصلت إلى عنقه، وتحطم صدره وأنفه بضربات بالمقامع. ويوجد أيضاً قطع نتج عن بلطة حرب مخترقاً العظم أعلى جبهة الملك.
كان الملك سقنن رع معتدل القامة حيث كان طوله يبلغ 170 سم، عظيم الرأس وكان مفتول العضلات، وشعره أسود كثيفا مجعدا، ولم يكن تجاوز الثلاثين من عمره عند وفاته إلا بقليل.